# Bäckmalvesläktet
Bäckmalvesläktet (Iliamna) är ett växtsläkte i familjen malvaväxter med 8 arter i Nordamerika. Arten bäckmalva (I. rivularis) odlas ibland som trädgårdsväxt i Sverige.

## Arter
- Iliamna angulata[1] (synonym: Iliamna grandiflora)[2]
- Iliamna bakeri[3]
- Iliamna corei[1]
- Iliamna crandallii[3]
- Iliamna latibracteata[3]
- Iliamna longisepala[3]
- Iliamna remota[1]
- Iliamna rivularis[3]

## Bildgalleri

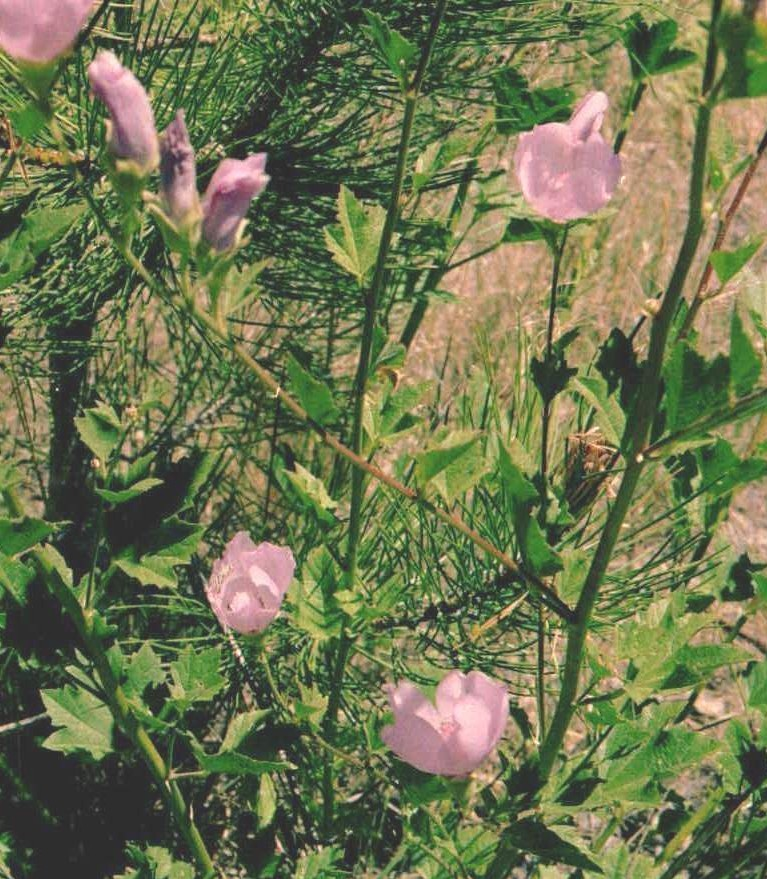
I. bakeri
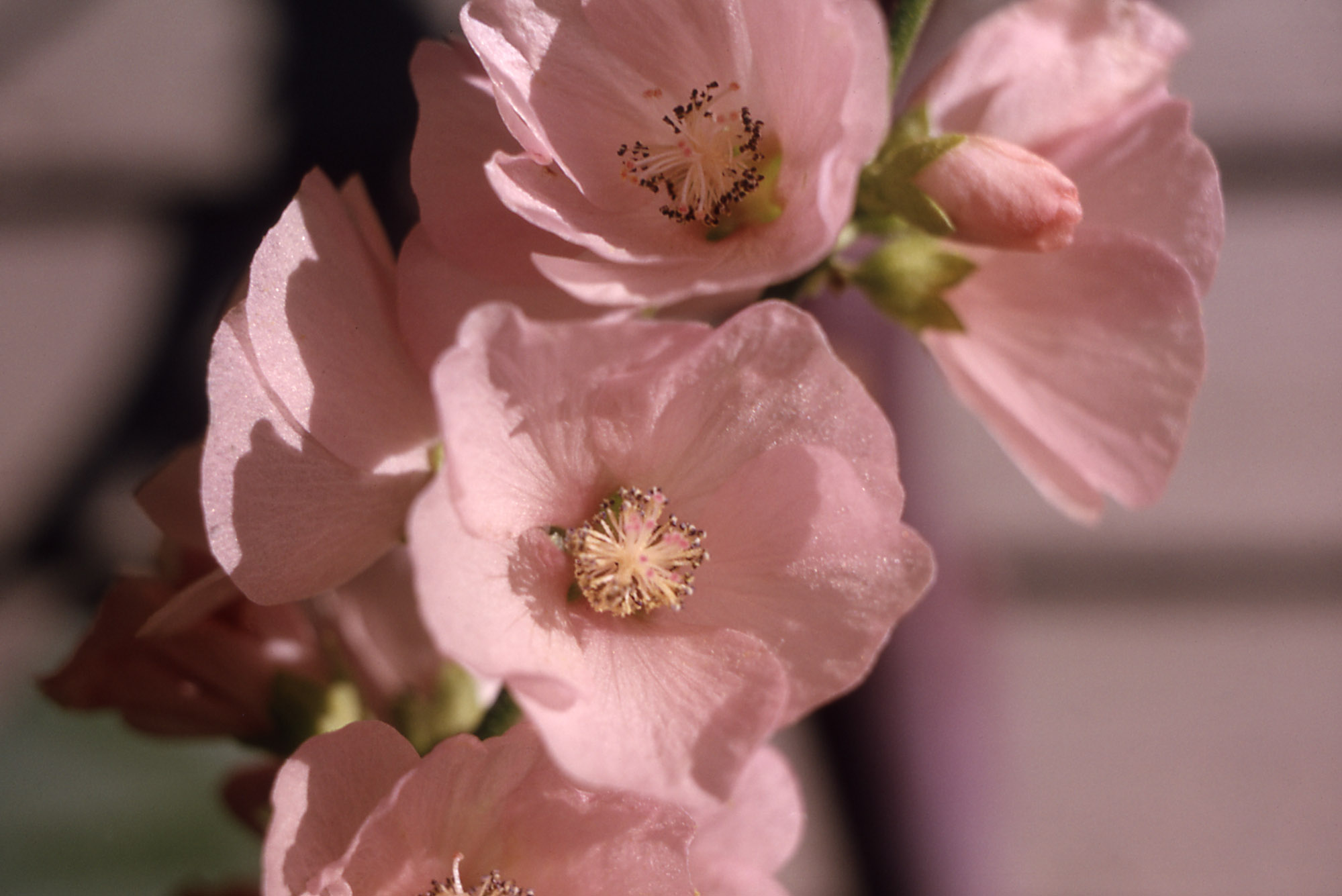
I. rivularis
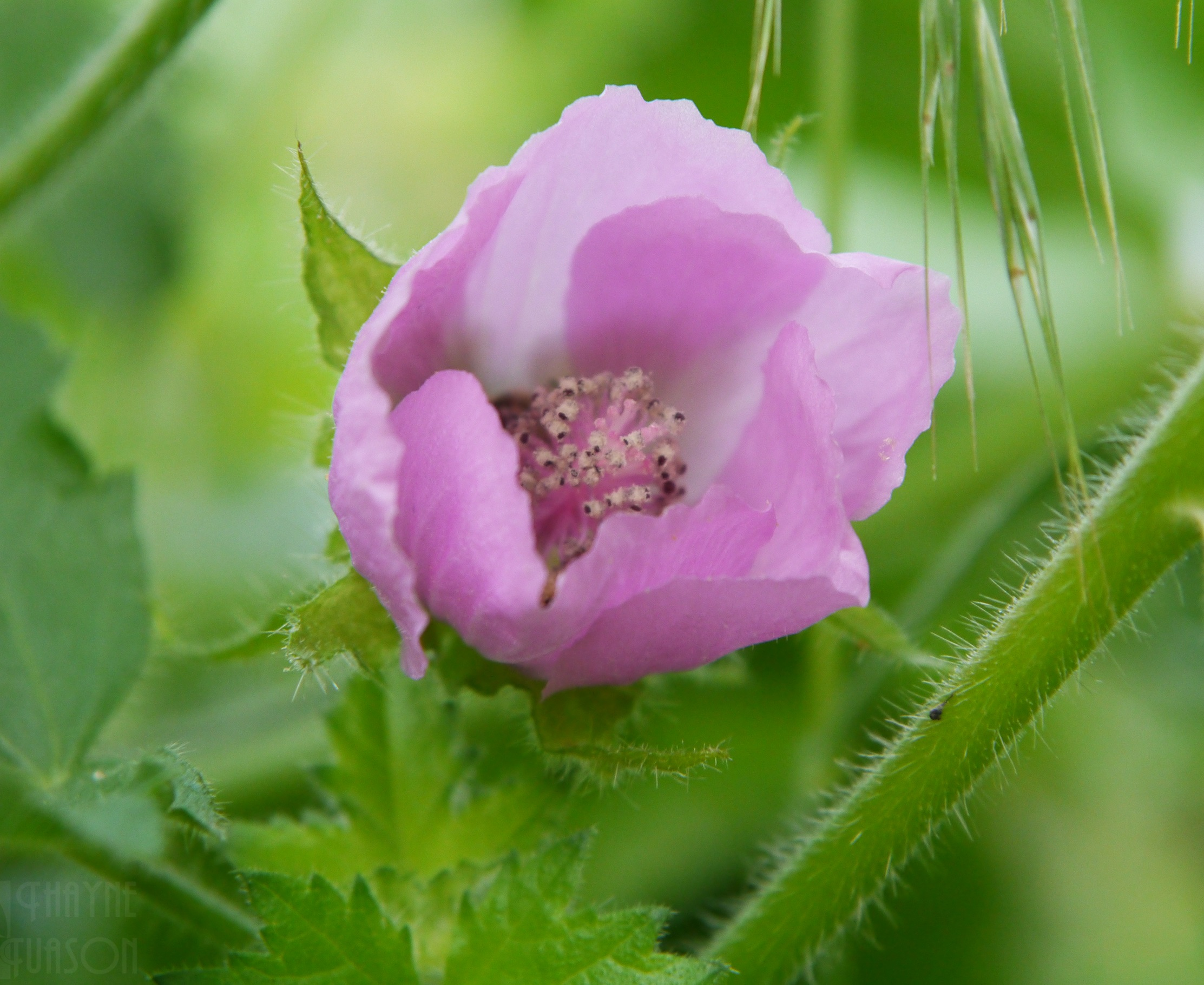
l. longisepala